# Víctor Rodríguez Peñarreta
Víctor Manuel Rodríguez Peñaherreta (Zumba, 28 de agosto de 1946-Provincia de Loja, 16 de enero de 2017) fue un profesor, investigador, gestor cultural y político ecuatoriano.
Fue representante estudiantil durante su formación secundaria en el Normal Juan Montalvo en Quito. En este instituto fue absorbiendo de forma constructiva los libros de Juan Montalvo.
Luego ejerció como profesor en la escuela Brasil de su natal Zumba, se graduó como profesor normalista y regresó a trabajar en Zamora. Más tarde desempeñó como Director Provincial de Educación fomentando la creación de al menos el 50% de los establecimientos educativos en la provincia.
Cursó estudios superiores en la Universidad Técnica Particular de Loja (UTPL) graduándose de Licenciado en Ciencias de la Educación, especialidad Ciencias Sociales.
Su nombre se registra entre los fundadores del Núcleo Provincial de la Casa de la Cultura Ecuatoriana (CCE) “Benjamín Carrión”, siendo presidente y vicepresidente de este gremio.
Fue presidente de la Cooperativa de Educadores, también presidente del Centro de Educación Científica, Rector del Colegio Ciudad de Loyola en la parroquia Valladolid, obtuvo el título de Licenciado en Ciencias de la Educación.
Fue director de revistas como “Visión” y “El Educador”.

## Vida política
A los 23 años de edad, fue elegido concejal de Chinchipe, antes de aquello, rechazó la oferta que hizo la dictadura militar para que ocupe una concejalía, argumentando que este tipo de cargos debe ser resuelto por el pueblo en elecciones. Propuso al presidente Jaime Roldós Aguilera, la construcción de la vía Loja - Yangana - Valladolid - Palanda - Zumba.
En 1992 ganó como candidato a Prefecto, siendo reelecto en dos períodos más. En sus administraciones (1992-1996) PRE, (1998-2000) Movimiento Progresista, (2000-2005) Fuerza Zamora Chinchipe.
Su vocación de docente propulsó la construcción de infraestructura y ampliamientos en escuelas y colegios en la región.
Sin descuidar la vialidad, construyó vías como la Palanda - San Francisco del Vergel - La Canela, Valladolid - Porvenir del Carmen, Chito - San Luis, Chicaña - El Oso - Kunki, Yantzaza - Mutintza, entre otras. Además, presentó un proyecto al gobierno de Japón, quién donó 21 máquinas para el trabajo de vialidad. Con la firma de la paz, luego del conflicto bélico de 1995, fue el propulsor de la unidad de los pueblos del norte del Perú y Sur del Ecuador, fundador de la ABINSENOP (Asociación Binacional de Municipalidades del Sur del Ecuador y Norte del Perú), donde propuso la construcción del IV Eje Vial.
Pionero en el transporte de maquinaria pesada por medio de helicóptero hacia los pueblos más aislados del territorio, para iniciar la construcción de la carretera tan anhelada en Zumba y sus alrededores.
Fue la primera autoridad que impulsó el primer congreso de mujeres zamoranas reuniendo a más de 500 mujeres de toda la región.

## Trabajo investigativo por la cultura
Rodríguez se dedicó por décadas al estudio geográfico, etnológico y antropológico, registró vestigios de culturas ansestrales estimadas en unos 5000 años de antigüedad que habitaron en lo que hoy son los cantones Chinchipe y Palanda ( Cultura Mayo-Chinchipe ).
Y un vasto número de investigaciones arqueológicas, las cuales no avanzaron a ser publicadas, Sin embargo, se espera que la CCE en algún momento tenga acceso a estos archivos para que puedan ser difundidos a la sociedad.